# 四溴化钼
四溴化钼是一种无机化合物，化学式MoBr4，是黑色固体。

## 制备
四溴化钼可由五氯化钼和溴化氢反应得到：
2 MoCl5  + 10 HBr  →  2 MoBr4  +  10 HCl  +  Br2
该反应会经过不稳定的五溴化钼，它在室温会放出溴。
四溴化钼的另一种制备方法是利用溴对三溴化钼的氧化反应。
它也可以由六羰基钼的溴化产生。

## 反应
在真空下把四溴化钼加热到110 °C会使其分解成三溴化钼和溴。